# Crise alimentaire mondiale de 2007-2008

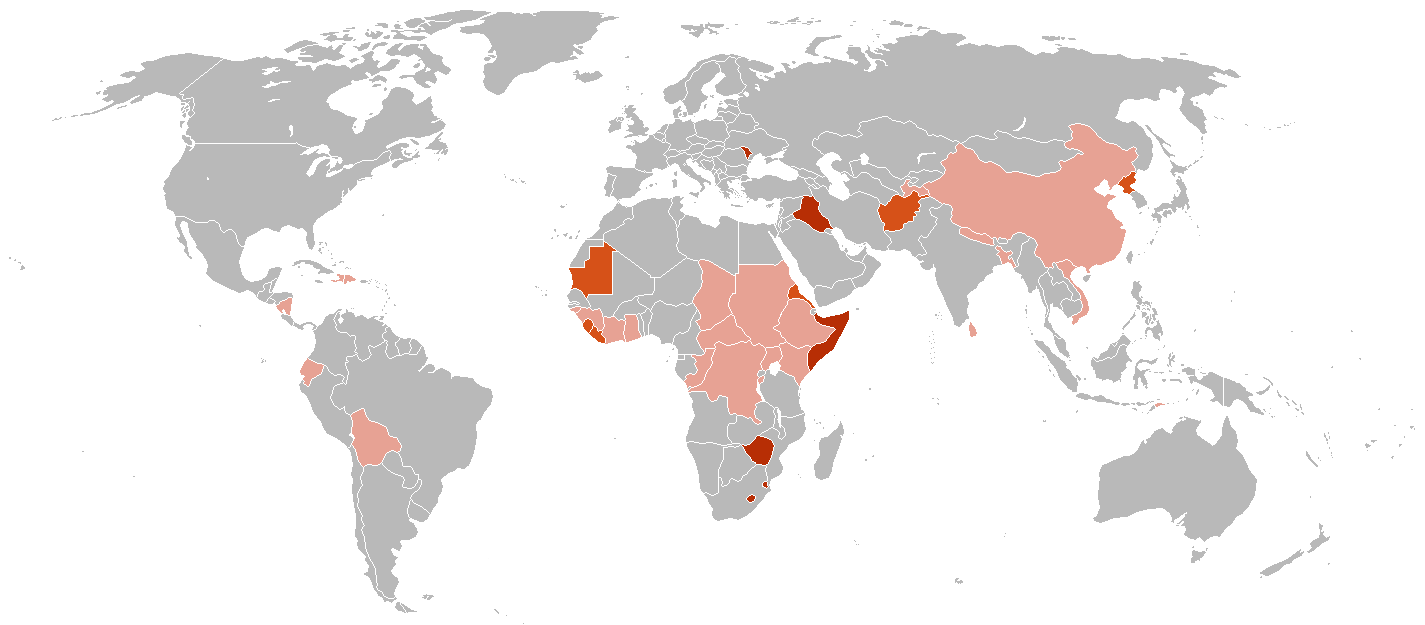
37 pays menacés de famine selon le FAO en 2007-2008.

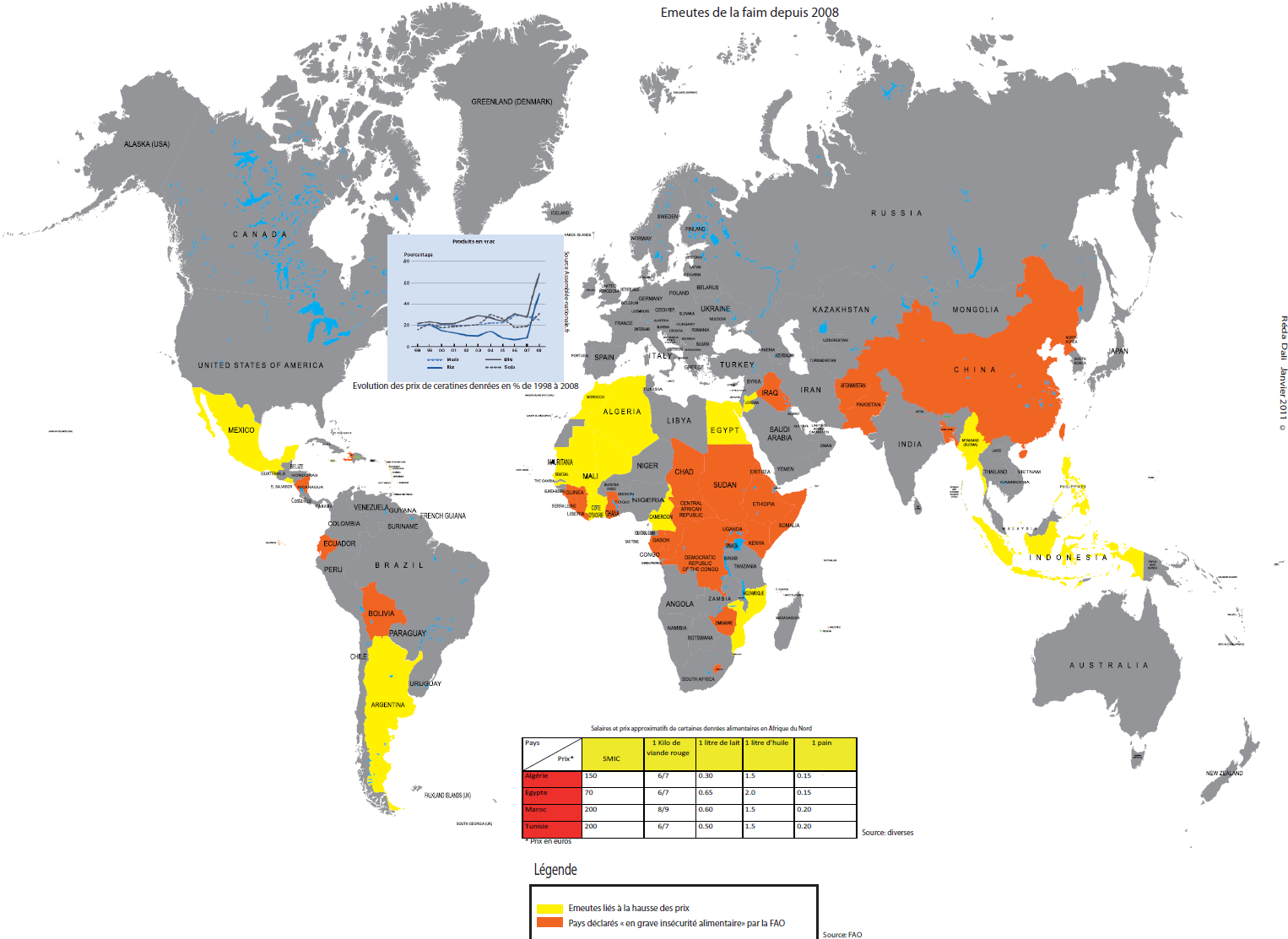
Emeute de la faim depuis 2008.

La crise alimentaire mondiale de 2007-2008 a pour origine une forte hausse du prix des denrées alimentaires de base, plongeant dans un état de crise quelques-unes des régions les plus pauvres du monde et causant une instabilité politique et des émeutes dans plusieurs pays.

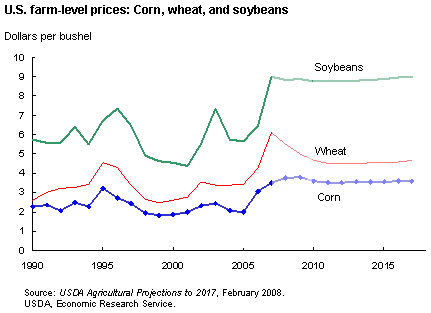
Diagramme du cours au niveau des exploitants agricoles du maïs, du blé et du soja aux États-Unis de 1990 à 2008, avec les prévisions jusqu'en 2016. Département de l'Agriculture des États-Unis, février 2007.

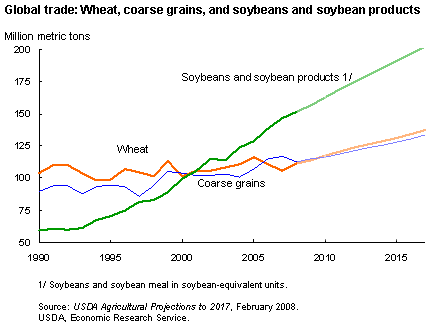
Diagramme du volume en blé, grain entier, et soja de 1990 à 2008, et prévisions jusqu'en 2016. Département de l'Agriculture des États-Unis, 2008.

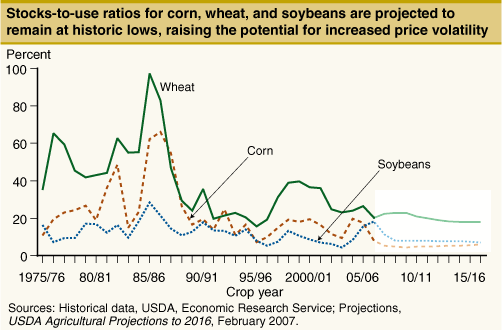
Diagramme des réserves américaines pour le coefficient d'utilisation du soja, le maïs et le blé de 1977 à 2007, prévision jusqu'en 2016.Département de l'Agriculture des États-Unis, septembre 2007.

## Constat de la flambée des prix agricoles
Depuis le début de l'année 2007, les prix de bon nombre de matières premières agricoles et denrées alimentaires de base ont augmenté de façon significative sur les marchés internationaux.

### Constats
L'indice FAO des prix des produits alimentaires est passé de 139 à 219 entre février 2007 et février 2008, les plus fortes augmentations concernant les céréales (indice 152 à 281) et les produits laitiers (indice 176 à 278).
Parmi les hausses les plus significatives, on relève :
- Le prix du blé sur les marchés internationaux a quasi doublé entre février 2007 et février 2008 atteignant un record à plus de 10 dollars américains le boisseau US.
- Le prix du riz a atteint son niveau le plus élevé depuis dix ans.
- Dans certains pays, les prix du lait et du pain ont plus que doublé.
- Le soja atteint son prix le plus élevé depuis 34 ans en décembre 2007.
- Le prix du maïs a également augmenté de façon significative.

Selon Jacques Diouf, directeur général de la FAO, la facture des importations céréalières des pays les plus pauvres va augmenter de 56 % en 2008 après avoir augmenté de 37 % en 2007. Une hausse qui a « un impact dévastateur sur la sécurité de nombreux peuples et sur les droits de l’Homme ».,

### Prévisions
(février 2013).
La FAO, organe spécialisé de l'ONU, a publié en décembre 2007 une étude prévoyant une augmentation de 49 % du prix des céréales en Afrique, et de 53 % des prix des céréales en Europe, au cours du mois de juillet 2008.
Selon les « Perspectives de récoltes et situation alimentaire » - No.1er février 2008 publiées par la F.A.O [réf. incomplète], il est estimé que, « sauf catastrophe climatique, la récolte mondiale de céréales atteindrait le chiffre record de 2 164 millions de tonnes, en hausse de 2,6 % par rapport à celle de 2007 ».
« L’utilisation mondiale de céréales devrait atteindre 2 120 millions de tonnes en 2007/08, soit 2,6 % de plus que la campagne précédente. Cette progression relativement marquée (environ 1,6 % de plus que la moyenne sur dix ans) s’explique par l’utilisation accrue des céréales pour l’alimentation humaine et animale, ainsi que par une nette augmentation de l’utilisation industrielle. La consommation alimentaire de céréales devrait s'élever à 1 006 millions de tonnes au total, soit environ 1 pour cent de plus qu’en 2006/07 ».[…]
« L’utilisation mondiale de céréales dans l’alimentation animale devrait augmenter de près de 2 % en 2007/08, pour atteindre au total 754 millions de tonnes. Cette augmentation serait imputable en grande partie à la forte progression de l’utilisation mondiale de céréales secondaires (maïs et sorgho notamment), qui devrait atteindre un volume record de 633 millions de tonnes, soit 2,8 % de plus qu’en 2006/07. »[…]
« L’utilisation industrielle des céréales progresse également.[…] Le secteur des biocarburants, en pleine expansion, est devenu l’une des principales sources de la demande ces dernières années. D’après les estimations, 100 millions de tonnes de céréales au moins sont consacrées de nos jours à la production de biocarburants, le volume du maïs représentant au moins 95 millions de tonnes, soit 12 % de l’utilisation mondiale totale. Le maïs est la principale céréale utilisée dans la production d’éthanol et les États-Unis sont les premiers au monde pour le secteur de l’éthanol à base de maïs. En 2007/08, les États-Unis devraient consacrer au moins 81 millions de tonnes de maïs à la production d’éthanol, soit 32 millions de tonnes de plus (37 %) que pour la campagne précédente ».[…]
« Les stocks céréaliers devraient tomber à leurs plus bas niveaux depuis plus de vingt ans. Compte tenu du renforcement de la demande et du déficit de la production céréalière mondiale en 2007 par rapport aux besoins d’utilisation, les stocks mondiaux de céréales au moment de la clôture des campagnes se terminant en 2008 devraient s’établir à tout juste 405 millions de tonnes, ce qui représente une perte de 22 millions de tonnes (5 %) par rapport à leurs niveaux d’ouverture déjà réduits, et le volume le plus faible enregistré depuis 1982. Cette dernière prévision est également inférieure de quelque 15 millions de tonnes au chiffre publié en décembre. Ainsi, le rapport entre les stocks céréaliers mondiaux et l’utilisation recule lui aussi de 1 pour cent par rapport au faible niveau de la campagne précédente, pour se chiffrer à 19,2 % seulement ».[…]
« Le commerce mondial des céréales devrait avoisiner 258 millions de tonnes en 2007/08, soit un nouveau record après le niveau exceptionnel de la campagne précédente ».

## Déterminants de la flambée des prix
Les économistes avancent des causes conjoncturelles et des causes structurelles, qui seraient les plus importantes, à la flambée des prix agricoles.

### Origines de la crise
La plupart des analystes s'accordent à fixer le début des manifestations cette crise mondiale à 2007, mais ses racines et ses signes annonciateurs sont antérieurs. Ainsi Josette Sheeran, directrice du Programme alimentaire mondial estime que ces signes étaient visibles dès 2005 ou 2006 : « Je pense que tout a commencé il y a trois ou quatre ans, lorsque la consommation de certains produits agricoles de base a dépassé la production à l'échelle mondiale. La sécheresse dans des pays comme l'Australie n'a rien arrangé (la production de céréale a été divisée par deux). Les stocks alimentaires ont commencé à baisser, et pas simplement dans les pays riches. Ça a été la même chose en Éthiopie par exemple. Est venue s'ajouter la hausse des cours du pétrole. À 80 dollars le baril de brut, il devenait intéressant, d'un point de vue économique, de fabriquer des carburants à partir de denrées agricoles ». La combinaison de deux facteurs a aggravé la crise :
1. la consommation croissante de viande et de laitages, en Chine notamment (sachant qu'un kg de poulet, la viande qui est la plus efficiente en termes de transformation des protéines végétales en protéines animales, nécessite 4 kg de protéines et céréales végétales) ;
2. la dégradation et le recul des sols arables : dans les années 2005-2008, la Chine a perdu 1 million d'ha de terres arables par an, utilisés pour construire les logements qui accueillent les paysans de l'exode rural. L'équivalent d'une ville comme Paris est construite chaque mois en 2007-2008. Le prix du porc a fortement augmenté à la suite d'une zoonose, 100 000 t de porcs ont été importés par la Chine. La demande en porc augmente en Chine, ce qui implique de cultiver beaucoup de maïs (220 millions de tonnes de mais seront nécessaires en 2020, avec 45 000 t importées selon les prospectivistes), au détriment du soja qui fournissait les protéines traditionnellement consommées en Chine. En 2008, la Chine, la Corée du sud cherche à produire hors de Chine, en louant ou achetant des terres (Birmanie, Laos, Cuba, Brésil, Russie et Argentine). En 2008, des émeutes ont touché l'Argentine dont l'agriculture a été déstructurée par la surproduction de soja (25 % de ventes du pays) et sa taxation à l'exportation. La demande de soja pour les agro-carburants a aussi tendu le marché[4].

### Causes structurelles

#### Destruction de terres arables
Les surfaces arables du globe sont en réduction depuis plusieurs dizaines d'années sous l'effet de plusieurs facteurs : urbanisation des meilleures terres (notamment en Asie), processus de désertification (notamment dans les régions du Sahel et en Australie, mais aussi en Espagne), impact du réchauffement climatique (augmentation du stress hydrique en Europe selon un rapport publié par le Parc naturel régional du Morvan en 2006) et érosion des terres arables fragiles causée par la déforestation ou l'abus d'engrais…
À l'échelle du globe, les pertes de surfaces arables sont estimées à une fourchette comprise entre 70 000 et 140 000 km2 par an (soit -à titre de comparaison entre 12 et 25 % du territoire français). Ce chiffre est estimé à plus de 100 000 km2 par B. Sundquist de l'Université du Minnesota dans son étude synthétique publiée en 2000, Topsoil loss - Causes, effects and implications: a global perspective.
La politique d'augmentation de rendements (révolution verte, augmentation des intrants, etc.) formant une des causes de la destruction de terres arables et de la modification de la qualité des réseaux hydrauliques (et de diversité des zones de pêche), la question des impacts du progrès technique sont encore débattues : compenser la perte de surfaces arables ? ou au contraire, accélérer le processus de destruction ? Ainsi, l'agronome Claude Bourguignon établit dès les années 1970, le lien entre fertilisation par engrais minéraux et déstructuration biologique des sols.
Cependant jusqu'ici l'amélioration des rendements a plus que compensé la perte de surfaces arables[réf. nécessaire]. De forts gains de rendement sont généralement jugés encore possibles.
Ainsi globalement, selon les statistiques de la F.A.O. les taux d'augmentation de la demande et de la production dans les pays en développement ont été très proches, passant respectivement d'environ 3 et 2,8 % par an pendant la période 1970-1979 à environ 4,1 et 3,9 % en 1990-1997.

#### Phénomènes climatiques
Divers éléments climatiques expliquent la faiblesse de récoltes dans de nombreuses parties du monde en 2007. Ainsi des sécheresses (Roumanie, Lesotho, Somalie, Ghana), des inondations (Équateur, Bolivie, Sri Lanka) ou un hiver particulièrement rude (sud de la Chine, Argentine).

#### Augmentation des prix du pétrole
Le quasi quadruplement du prix du pétrole depuis 2003, de 30 $ à 146 $ le baril a augmenté considérablement le coût des fertilisants et des pesticides, qui en majorité, requièrent l'utilisation de pétrole ou plus souvent du gaz naturel (dont le prix est lié à celui du pétrole) pour leur fabrication. De plus le coût de production des matières agricoles inclut également les frais liés à l'utilisation des machines agricoles et à leur transport.

#### Augmentation de la demande
Un autre facteur systémique a été l'augmentation de la demande en raison d'un régime alimentaire plus riche dû à l'explosion des classes moyennes, en Inde et en Chine entre autres ; qui est venu s'ajouter à la hausse de la population mondiale d'environ 1,2 % par an. La consommation de viande, en hausse, a provoqué un détournement des zones cultivées au profit de l'élevage, plus lucratif, et au détriment des cultures des aliments de base traditionnels. Pour avoir un ordre de grandeur, en 1990 les classes ou couches moyennes représentaient 9 % de la population en Inde et 8,6 % de la population chinoise, tandis qu'en 2008 elles atteindraient près de 30 % et 70 % de leur population respective. Les Chinois consomment ainsi cinq fois plus de viande en 2005 qu'en 1980 (il faut trois kilogrammes de grains pour faire un kilogramme de volaille, le double pour un kilogramme de bœuf).
Cependant l'Inde[réf. nécessaire] comme la Chine, pays continents qui ont beaucoup augmenté leurs rendements grâce à la « révolution verte », affirment être pour le moment autosuffisants du point de vue de la consommation humaine de céréales.

#### Baisse des prix agricoles
Considérée comme inévitable par les analystes économiques sur la base des travaux de Paul Samuelson (prix Nobel d'économie 1970), la baisse des prix des produits agricoles payés aux producteurs a entrainé une baisse importante des investissements agricoles depuis les derniers sommets atteints par les prix agricoles à la fin des années 1970. Cette réduction, affectée tant aux structures qu'à de nombreux intrants ainsi qu'à la main d'œuvre a limité la progression des rendements. Elle a contribué en retour à la faiblesse des investissements du secteur minier des engrais (phosphore, potasse).

### Causes conjoncturelles ou dépendant de choix politiques

#### Agrocarburants
L'augmentation de l'utilisation de matières agricoles comme agrocarburant dans les pays développés a entraîné une diminution de l'offre de nourriture disponible pour la consommation humaine à l'échelle du globe. Cette offre réduite se traduit par un renchérissement très significatif des matières premières agricoles et notamment des céréales. Ce renchérissement touche toutes les populations du globe, mais affecte plus particulièrement les pays les moins développés et les pays en voie de développement, car la part de l'alimentation dans les budgets des ménages y est plus importante.
La production d'agrocarburants est devenue plus rentable grâce à des subventions des gouvernements. Ces subventions étant elles-mêmes justifiées par la volonté d'accroître la part des agrocarburants, en raison de la hausse des prix du pétrole et de leur impact supposé moindre sur l'émission de gaz à effet de serre. Ainsi aux États-Unis, une part croissante de la récolte de maïs est consacrée à la production de bioéthanol (6 % en 2005, 23 % en 2007), et on estime que ce chiffre progressera encore à 36 % en 2011. En France, en 2010, environ 65 % de l'huile de colza est destinée à l'industrie des biocarburants. En Allemagne, une partie significative de la récolte de maïs est destinée à la production de biogaz.
Cette production est violemment attaquée par des associations de défense de l'environnement ou des organismes internationaux. Jean Ziegler, rapporteur spécial des Nations unies pour le droit à l'alimentation, parle même de « crime contre l'humanité ».
Selon l'économiste américain Paul Krugman, « les terres consacrées aux cultures de biocarburants de synthèse ne sont plus disponibles pour les cultures vivrières, ce qui fait que les subventions aux biocarburants sont un facteur majeur dans la crise alimentaire. On pourrait décrire les choses de cette façon : les gens meurent de faim en Afrique afin que les hommes politiques américains puissent gagner des voix dans les États agricoles des É.-U. ».
Aux États-Unis, une étude de l'Université de l'Iowa a déterminé que l'expansion du bioéthanol tiré du maïs, liée à une politique de subventions, avait compté pour 36 % de l'augmentation des prix du maïs entre 2006 et 2009.
Si l'intégralité des céréales en date de 2008 utilisées dans le monde pour la production de biocarburants (environ 100 millions de tonnes en 2008) étaient à nouveau destinés à l'alimentation humaine (1 008 millions de tonnes en 2008 toujours selon le rapport de la FAO déjà cité), les bilans mondiaux de produits céréaliers redeviendraient excédentaires.
Plusieurs pays, de l'Union Européenne notamment, ont déclaré leur intention de réfléchir quant à la modification de leur position vis-à-vis des biocarburants. À l'inverse, le président brésilien Lula a récusé le lien de causalité entre biocarburant et hausse des prix[réf. nécessaire] (le Brésil est le deuxième producteur mondial de biocarburants ; voir Agriculture au Brésil#Canne à sucre et éthanol).
Selon un rapport de la Banque mondiale publié par The Guardian en juillet 2008, les agrocarburants seraient responsables de 75 % de la hausse des prix alimentaires.

#### Baisse des stocks
Toujours selon les « Perspectives de récoltes et situation alimentaire » - No.1er février 2008, « les stocks céréaliers devraient tomber à leurs plus bas niveaux depuis plus de vingt ans Compte tenu du renforcement de la demande et du déficit de la production céréalière mondiale en 2007 par rapport aux besoins d’utilisation, les stocks mondiaux de céréales au moment de la clôture des campagnes se terminant en 2008 devraient s’établir à tout juste 405 millions de tonnes, ce qui représente une perte de 22 millions de tonnes (5 %) par rapport à leurs niveaux d’ouverture déjà réduits, et le volume le plus faible enregistré depuis 1982. Cette dernière prévision est également inférieure de quelque 15 millions de tonnes au chiffre publié en décembre. Ainsi, le rapport entre les stocks céréaliers mondiaux et l’utilisation recule lui aussi de 1 % par rapport au faible niveau de la campagne précédente, pour se chiffrer à 19,2 % seulement ».
Les pays développés en particulier ont eu tendance ces dernières années à laisser les stocks agricoles diminuer, préférant avoir recours à l'importation. Des pays en voie de développement ont également appliqué cette politique, et lorsque des pays producteurs comme l'Égypte ont annoncé stopper leurs exportations pour réguler la hausse des prix sur leur territoire, cela a amplifié le mouvement de hausse des prix. L'USDA montre ainsi que la production et les stocks de blé ont diminué depuis 2004, alors que la consommation s'est stabilisée.
Le Programme alimentaire mondial (PAM) évoque des stocks ayant « atteint leur niveau le plus bas depuis trente ans ».

#### Crise financière
Conséquence de la forte volatilité des marchés :
Avec la crise des subprimes, les matières premières sont devenues des valeurs refuges et donc spéculatives. En effet les aliments de base et les matières premières, comme le pétrole, servent de valeurs refuges aux établissements bancaires et autres fonds d’investissement qui ont perdu, après avoir spéculé sur les fameux subprimes, des sommes très élevées sur les marchés financiers ces derniers mois. Et les grandes banques centrales qui volent à leur secours en injectant dans le circuit financier plusieurs centaines de milliards de liquidités, c’est-à-dire de crédits bon marché, leur ont permis de se tourner vers ces nouveaux investissements à moindre frais.
Résultat : des hedge funds en particulier ont aggravé la hausse des prix par leur intervention sur le marché à terme. Ils ont usé de ces nouvelles facilités avec une seule idée en tête : « se refaire » le plus vite possible. D’où leur précipitation sur l’or, le pétrole ou les produits alimentaires de base. Des achats qui pouvaient offrir une perspective de plus-value rapide et très importante. « Le monde croule sous les liquidités », reconnaissait ainsi le 18 avril Patrick Artus, l’économiste de Natixis, sur les ondes de France Inter en relevant qu’il s’agissait d’une des causes essentielles « des nouvelles poussées de fièvre spéculatives ».

## Cas spécial du riz
La hausse du prix mondial du riz se démarque des autres denrées alimentaires par le fait que celle-ci était plus causée par les politiques agroalimentaires mises en place par différents gouvernements que par une diminution de la production.

### Cas d'un pays exportateur: l'Inde
L’Inde est un des plus grands producteurs de riz au monde et un des plus grands exportateurs. Durant la crise alimentaire de 2007-2008, les variations du prix du riz en Inde ont été différentes de celles du marché international, principalement dû aux politiques mises en place pendant cette période.
La crise alimentaire de 2007-2008 arrive à l’aube des élections législatives de 2009 en Inde et plusieurs observateurs croient que ces élections ont joué un rôle important dans la prise de décision au niveau des politiques dans le pays. Étant donné que le riz est une denrée essentielle dans l’alimentation de l’Inde, le gouvernement en place a voulu s’assurer de la stabilité de son prix sur le territoire national pour maintenir son électorat.
De plus, la mauvaise récolte de blé des années 2007 et 2008 a causé l’Inde à être plus dépendante des importations de cette céréale. Étant donné la flambée des prix mondiaux du blé et du fait que cette céréale est subventionnée en Inde pour les plus démunis et vu que le riz est un substitut possible du blé, le gouvernement opta pour être plus dépendant de son propre marché. Il est estimé qu’en 2007-2008, l’Inde a dû importer 6 millions de tonnes de blé pour satisfaire sa demande pendant qu’elle exportait environ 4,7 millions des tonnes de riz. Cela s’est révélé être un grand coût budgétaire pour ce gouvernement en raison des hauts prix et des subventions à l’importation pour le blé.
Une des premières politiques mises en place par le Gouvernement indien pour pallier l’augmentation du prix des denrées alimentaires était d’augmenter la subvention des intrants comme les engrais pour s’assurer que le prix du riz sur le marché local ne fluctue pas avec celui de ces derniers.
La deuxième politique mise en place par le Gouvernement indien durant la crise alimentaire de 2007-2008 était d’instaurer des tarifs exorbitants sur les importations de blé depuis octobre 2007 pour limiter ses importations de blé. Une politique menant à l’autre, le gouvernement décida aussi en même temps d’instaurer un prix plancher à l’exportation. Étant donné que le prix mondial a continué à augmenter, l’Inde éleva plusieurs fois ce prix plancher, pour finalement instaurer un arrêt complet de ses exportations de riz, autre que le riz Basmati, en mars 2008.
Le fait de limiter la quantité de stock de riz pouvant être accumulée par les entreprises privées a permis à l’Inde d’avoir une plus grande quantité disponible sur le marché local et évitera que des entreprises privées n'en stockent pour faire augmenter son prix en vue de réaliser un plus grand profit.
Les politiques mises en place par le Gouvernement indien ont eu l’effet recherché en ce qui concerne le prix local du riz. Le niveau du prix du riz augmenta sur le territoire indien, mais de façon moindre, en comparaison avec le niveau de prix mondial. Bien que l’effet recherché ait été atteint en matière de stabilité du prix du riz sur le territoire Indien, comparativement à celle du prix mondial, les politiques agroalimentaires de l’Inde ont grandement contribué à une augmentation d’autant plus marquée du prix du riz sur le marché mondial. Les statistiques montrent que mondialement il y a eu une diminution des exportations. Cette diminution de l’offre, couplée à une légère évolution de la demande dû à la croissance démographique, donne lieu à de la surenchère pour les quantités disponibles restantes.
Il est important de noter que l’Inde n’est pas le seul pays ayant adopté des lois de restriction des exportations. L’augmentation du prix mondial du riz est donc dû à l’effet combiné des politiques d’arrêt d’exportations mises en place en Inde, en Égypte et partiellement au Vietnam. Il est estimé que les pays qui ont appliqué des restrictions sur les exportations comptent en général plus d’un tiers des exportations mondiales de riz. Avec une aussi grande quantité de riz en moins sur le marché international, la flambée des prix fut d’autant plus grande à la fin de 2007 et au début de 2008.

### Cas d'un pays importateur: le Nigeria
Le Nigeria est un grand pays de l’Afrique de l’Ouest. Malgré l’importance du secteur agricole dans l’économie nationale, le pays n’est pas pour autant autonome dans sa production alimentaire en général et celle du riz en particulier. Le riz est consommé sur toute l’étendue nationale et le pays compte sur le marché international pour satisfaire une part importante de la consommation nationale en riz, qui était estimée à 4,2 millions des tonnes en 2008. Le Nigeria importe en moyenne 1,7 million des tonnes de riz blanc chaque année, faisant de lui le deuxième importateur du riz au niveau mondial.
En réponse à la penurie du riz durant la crise alimentaire 2007-2008, le Nigeria a adopté des mesures à court terme et d'autres à moyen et long terme. À court terme, le gouvernement nigérian a relâché 65 000 tonnes des grains pour la population. L'objectif était d’augmenter l’offre du riz dans les trois mois suivants (mai-juillet 2008) et maintenir la situation pour les trois autres mois suivants (août-octobre 2008). Ceci devrait causer une réduction significative dans le prix du riz sur le marché. Ce prix avait augmenté de 33,86 US$ par sac de 50 kg de riz à 70,54 US$. Cette quantité importée allait être vendue à la population à un prix subventionné de façon à ramener le prix de riz à 42,92 US$ par sac de 50 kg, comme c’était le cas quelques mois auparavant.
La deuxième mesure à court terme est l'opération "Coup de balai" qui consiste à l’achat des stocks actuels de riz importé détenus par des vendeurs privés dans diverses régions du pays. Il était établi qu’environ 110 000 tonnes de riz étaient disponibles pour cette opération. Cette quantité allait être achetée au prix actuel du marché soit 70,54 US$ puis être revendue à la population à un prix subventionné.
En troisième lieu, le gouvernement fédéral a approuvé la suspension de tous les tarifs et taxes sur le riz importé durant la période allant du 07 mai au 31 octobre 2008. Ceci a stimulé le secteur privé à s’engager dans l’importation du riz. À la suite de cette decision, la quantité importée a été évaluée à 9 651 075 tonnes. Ceci est une très grande quantité à comparer avec la quantité importée à ce jour, soit 172 518 tonnes. L’impact de cette mesure a été que le prix du riz est descendu de 70,54U S$ par 50 kg en mai 2008 à 39,50 US$ en août 2008. Soit une réduction de 45%.
À moyen terme, le gouvernement s’est engagé à accroître la production des cultures vivrières, le développement des industries agroalimentaires ainsi que la recherche et le développement sur les variétés des semences. Le montant alloué à ce volet était élevé à 135 440 400 US$.
Pour soutenir la capacité de transformation du riz dans le pays, le gouvernement a, à moyen terme, mis en place un montant de 56 433 500 US$ à disposition des transformateurs. Ce montant allait être donné sous forme de crédit à un taux d’intérêt concessionnaire.
Une autre mesure prise par le gouvernement fédéral a été d'augmenter la capacité des réserves et stockages alimentaires avant la fin de l’année 2008. La capacité allait être doublée passant de 300 000 tonnes à 600 000 tonnes. Un montant de 84 650 250 US$ a été déboursé pour ce projet.
La dernière mesure pour le moyen terme, le gouvernement fédéral a pris la décision d’augmenter la capacité des unités de transformation de riz, la capacité additionnelle visée était de 88 000 tonnes par an, et en même temps créer à peu près 8 000 opportunités d’emploi soit directement soit indirectement. Ces unités de transformation allaient être situées dans les principaux états producteurs de riz pour pouvoir bénéficier de la proximité des produits bruts. La capacité locale pour l’opération et la maintenance des unités de transformation des riz et la fabrication des pièces de rechange allaient être progressivement renforcées créant ainsi des emplois pour les jeunes.
À long terme, la réponse du Nigeria a consisté à promouvoir une agriculture commerciale à grande échelle, entre 500 et 3 000 ha avec intention d’avoir un lien direct aux fermiers de petite échelle, finaliser les projets des 25 silos en cours de construction; construire 60 structures de stockage spécialisées pour augmenter la capacité de stockage, réhabiliter les infrastructures d’irrigation sur le bassin versant ainsi que celle des autorités de développement rural, pour s’assurer de la culture durant toutes les saisons et mettre à part 1,68 % des fonds des ressources naturelles pour la recherche agricole.

### Politiques agricoles contre le libre-échange?
Au cours des dernières décennies, d’abord avec l’Uruguay Round du GATT et par la suite avec le cycle de DOHA de l’OMC, les pays membres furent encouragés à ouvrir leurs frontières et prendre part à des échanges plus libres. Cependant, en situation, de crise certains pays prennent des décisions pour protéger leurs intérêts, qui souvent vont à l’encontre de la libéralisation des marchés et des intérêts des autres pays membres.
Le libre-échange est présenté comme une solution pour assurer la disponibilité des stocks pour tous mais cela n'a pas été le cas pour la crise du riz parce que les économies les plus dépendantes du marché mondial sont celles qui ont eu le plus de difficultés.
L'article 11 de l'Uruguay Round du GATT (General Agreement on Tariffs and Trade) stipule que les pays désireux d’instaurer une politique de restriction ou prohibition des exportations doivent prévenir l’OMC à l’avance et prendre en compte les effets sur les pays importateurs, et avoir des consultations avec ces derniers si nécessaire. Cet article contient une exemption pour les pays en développement qui sont exportateur net de la denrée dont il est question.
Contrairement à l'article 11, l'Inde a pu restreindre puis bannir ses exportations sans qu'aucune sanction ne lui ait été infligé.
Le cycle de Doha de l’OMC s’inscrit dans une continuité de l’Uruguay round et vise à libéraliser d’autant plus les échanges par une abolition complète des tarifs ainsi que des aides couplées à la production. Cela a pour but d’éviter la concurrence déloyale et de donner accès à de nouveaux marchés pour les pays en voie de développement.
Beaucoup d’observateurs, s’accordent pour dire que l’Uruguay round et le cycle de Doha, bien qu’étant positifs, devraient être repensés à la lumière de la crise alimentaire de 2007-2008 et inclure des articles sur les restrictions des exportations.
En d’autres mots, selon l’International Center for Trade and Sustainable Development (ICTDS), les négociations devraient inclure des dispositifs pour réagir à la hausse des prix et ainsi protéger les consommateurs.

## Troubles sociaux provoqués par la crise
La flambée des prix des matières agricoles de base a affecté l'ensemble de la population mondiale. Si elle ne pose essentiellement dans les pays développés qu'une question de pouvoir d'achat, ses conséquences sont plus graves dans les pays en voie de développement. La FAO a dressé une liste de 37 pays touchés et « requérant une aide extérieure ».
De nombreux pays d'Asie et d'Afrique, et plus particulièrement le Burkina Faso, le Cameroun, le Sénégal, la Mauritanie, la Côte d'Ivoire, l'Égypte, et le Maroc ont connu des manifestations ou des scènes d'émeutes à la fin de l'année 2007 et au début de l'année 2008 liées au renchérissement des denrées alimentaires de base. D'autres pays qui ont connu des émeutes liées à l'alimentation ou des émeutes semblables : Mexique, Bolivie, Yémen, l'Ouzbékistan, le Bangladesh, le Pakistan, le Sri Lanka, et l'Afrique du Sud.
Comme les réserves mondiales de riz ont diminué de moitié, plusieurs pays producteurs comme la Chine, le Viêt Nam, le Cambodge, l'Égypte et d'autres, ont imposé des interdictions des exportations.

### Sénégal
À Dakar, une marche organisée le 31 mars 2008 par l'Association des consommateurs du Sénégal (ASCOSEN) a tourné à l'affrontement violent avec la police. Cette manifestation contre le prix élevé des denrées de base avait été interdite par les autorités. Elle a été réprimée à coups de matraques électriques, de gaz lacrymogènes et d'arrestations. Le Président de l'ASCOSEN, M. Momar Ndao et 23 autres manifestants sont arrêtés. Pour la première fois en Afrique, les téléspectateurs ont pu suivre la marche en direct à la télévision, sans attendre les images des télévisions étrangères

### Côte d'Ivoire
Le 1er avril 2008, à Abidjan, capitale de la Côte d'Ivoire, la police a utilisé des gaz lacrymogènes et une douzaine de manifestants ont été blessés après une émeute de la faim qui avait frappé la ville. Les émeutes étaient provoquées par la hausse du prix de la nourriture et du carburant. Par exemple, le prix de la viande de bœuf est passé de 1,68 dollar américains à 2,16 dollars par kilogramme, et le prix de l'essence est passé de 1,44 dollar américains à 2,04 dollars par litre en trois jours seulement[réf. nécessaire].

### Égypte
En Égypte, une forte tension sociale a vu le jour à la veille des élections municipales d'avril 2008. Ces troubles ont pour origines notamment une inflation galopante et une pénurie de pain. Les 6 et 7 avril, des manifestations importantes ont eu lieu au Caire et à El-Mahalla El-Kubra, ville industrielle située dans le delta du Nil, provoquant des affrontements violents avec les forces de police.

### Haïti
Le 10 avril 2008, le Sénat d'Haïti vote la destitution du Premier ministre Jacques-Édouard Alexis deux jours après que des émeutes liées à la pénurie alimentaire éclatèrent après son annonce d'un programme d'investissement destiné à diminuer le coût de la vie. Le prix des produits alimentaires comme le riz, les haricots, les fruits et le lait concentré ont augmenté de plus de 50 % en Haïti depuis la fin de l'année 2007 tandis que le prix du fioul a triplé seulement en deux mois. L'État a tenté de maintenir l'ordre en annonçant le financement d'une réduction de 15 % sur le prix du riz.

### Indonésie
De violentes émeutes ont explosé en Indonésie, où les aliments de base et l'essence ont doublé de prix depuis janvier 2008.

### Philippines
Aux Philippines, c'est la hausse vertigineuse du prix du riz qui est à l'origine des tensions, avec une hausse de 50 % entre les mois de février et avril 2008. L'armée a été appelée en renfort pour gérer la distribution des rations de riz du stock national. La cote de popularité de la présidente Gloria Arroyo s'en est ressentie, atteignant à la mi-avril 2008 son plus bas niveau depuis 2 ans.

### Cameroun
Le Cameroun, quatrième producteur mondial de cacao, a connu une émeute à grande échelle à la fin du mois de février 2008 tout comme une tentative du Président Paul Biya d'étendre son mandat à 25 ans. Au moins sept personnes furent tuées dans les pires troubles qu'a connus le pays depuis quinze ans[réf. nécessaire].

## Mesures mises en place au niveau mondial
Alors que 75 % des pauvres habitent dans des zones rurales, l'agriculture ne recevait que 4 % des investissements publics et l'aide au développement. En avril 2008, la Banque mondiale et le FMI annoncèrent conjointement une série de mesures visant à atténuer la crise, comprenant l'augmentation des prêts agricoles en Afrique et l'aide monétaire d'urgence aux zones durement touchées tel que Haïti.
Le Programme alimentaire mondial (PAM) a annoncé avoir besoin de 500 millions de dollars supplémentaires à son budget de 2,9 milliards pour financer ses projets en 2008 en raison de la hausse des prix.
Les puissances occidentales augmentent l'aide alimentaire d'urgence, le président des États-Unis George Walker Bush à ainsi débloqué, le 14 avril 2008, 200 millions de dollars d'un fonds d'affectation spéciale afin de pouvoir accroître l'aide alimentaire d'urgence de l'Agence des États-Unis pour le développement international et demandé 350 millions de dollars de crédits budgétaires supplémentaires au Congrès des États-Unis. Cependant, de façon générale, l'aide alimentaire a baissé avec la hausse des prix : 8,3 millions de tonnes de graines ont été expédiées au titre de l’aide alimentaire en 2005-06 ; 7,4 millions en 2006-2007 et environ 6 millions en 2007-2008.

## Dénouement de la crise 2007-2008
Le mouvement de hausse de prix a connu son apogée au début de 2008, puis les prix ont rapidement chuté au fur et à mesure que l'abondance de la récolte 2008 se confirmait. La plupart des prévisions de prix ont été mises en défaut. L'analyse a posteriori permet de tirer certains enseignements de la crise. L'instabilité de prix agricoles fait l'objet d'études, et constitue un des sujets de discussion au G20.

## Retour à une situation similaire en 2010
De nouveau en 2010, une combinaison de circonstances naturelles (sécheresse en Russie, inondations en Australie) et d'un marché du pétrole de nouveau orienté à la hausse, ayant un effet sur le marché des biocarburants et par là-même sur les marchés des oléagineux, a conduit à de nouvelles hausses de prix de l'ensemble des produits agricoles. Il faut noter que l'utilisation de récoltes alimentaires pour la production de biocarburants a augmenté entretemps pour la plupart des commodités (soja, maïs, colza, canne à sucre).